# Renate Hansen-Kokoruš
Renate Hansen-Kokoruš (* 2. Mai 1954 in Remscheid) ist eine deutsche Slawistin.

## Leben
Von 1973 bis 1982 studierte sie an der Universität Mannheim Geschichte und Slavistik (einschließlich eines Jahresstipendiums 1977/78 an der Universität Sarajevo), später Germanistik. Nach der Promotion 1992 und der Habilitation 1998 war sie von 2009 bis 2019 Universitätsprofessorin für Literatur- und Kulturwissenschaft (Russisch und B/K/S) am Institut für Slawistik der Universität Graz.
Ihre Forschungsschwerpunkte sind Identitätsmodelle in Literatur und Film (B/K/S), Sibirien und Russland, Poetik und Narrativik, Chronotopos der Rückkehr und Satire und Komik.

## Schriften (Auswahl)
- mit Martina Steiger, Wolfgang Eismann, Brigitte Greiner und Jürgen Petermann: Literatur im Russischunterricht. Bestandsaufnahme, Empfehlungen und Bibliographie für den Russischlehrer. München 1982, ISBN 3-87690-206-1.
- Die Poetik der Prosawerke Bulat Okudžavas. München 1992, ISBN 3-87690-507-9.
- Intertextualität im Werk von Ranko Marinković. Frankfurt am Main 2002, ISBN 3-631-50364-4.
- (Hrsg.): Sibirien – Russland – Europa. Fremd- und Eigenwahrnehmung in Literatur und Sprache. Hamburg 2013, ISBN 3-8300-7054-3.